# 田町 (浜松市)
田町（たまち）は静岡県浜松市中央区の町名。丁番を持たない単独町名である。住居表示未実施。

## 地理
浜松市の中心市街地、JR浜松駅北方の遠州鉄道第一通り駅の西側に位置する地区である。東で板屋町、西で肴町及び神明町、南で鍛冶町、北で常磐町と隣接している。
国道152号と田町中央通りが地区内で交差しているため、一帯は商業地となっている。ビオラ田町建設などの再開発も行われた。

## 世帯数と人口
2018年（平成30年）12月1日現在の世帯数と人口は以下の通りである。
| 町丁 | 世帯数  | 人口  |
| ---- | ------- | ----- |
| 田町 | 343世帯 | 585人 |

## 小・中学校の学区
市立小・中学校に通う場合、学区は以下の通りとなる。
| 番・番地等 | 小学校             | 中学校             |
| ---------- | ------------------ | ------------------ |
| 全域       | 浜松市立中部小学校 | 浜松市立中部中学校 |

## 施設

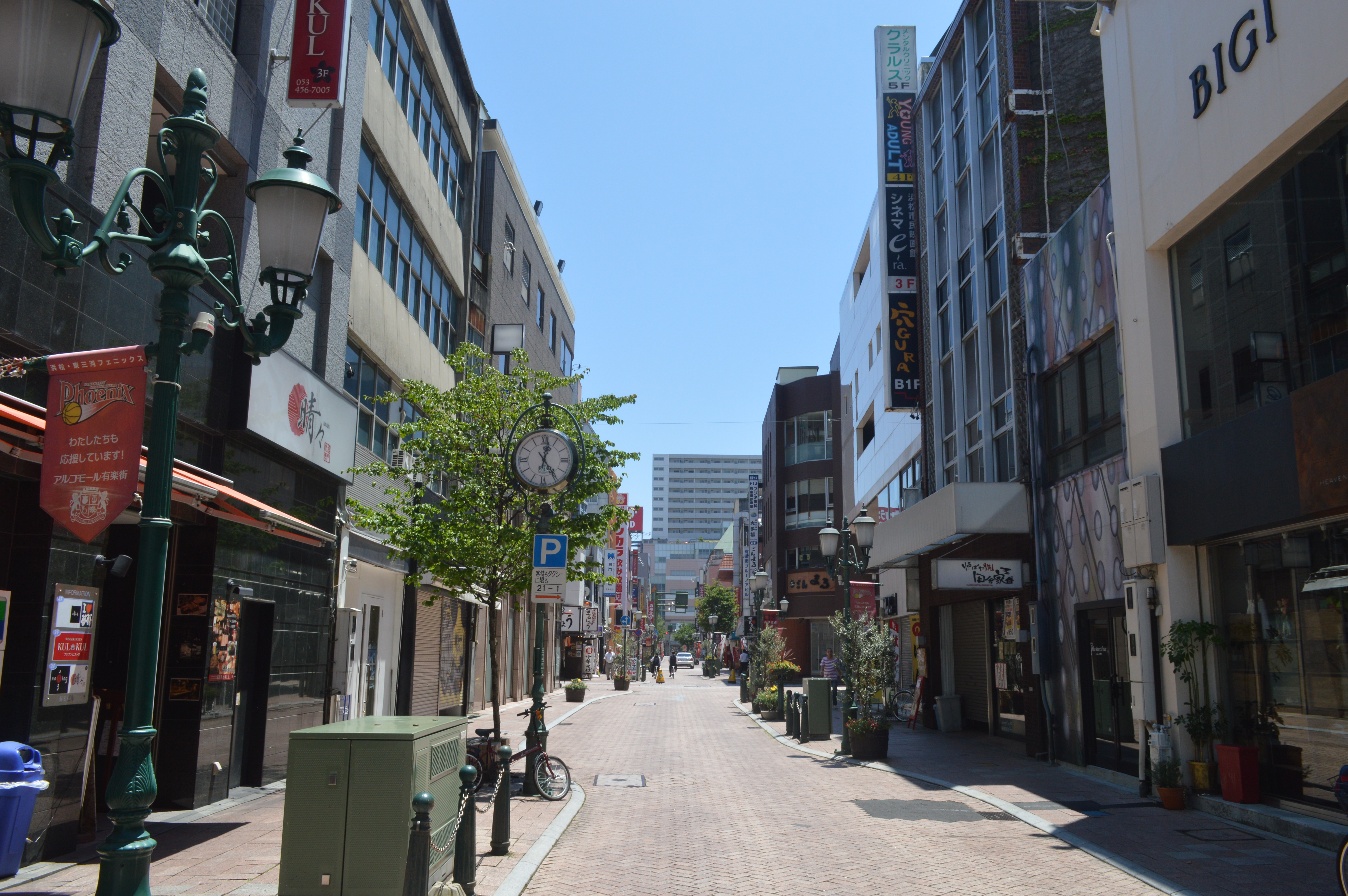
有楽街商店街

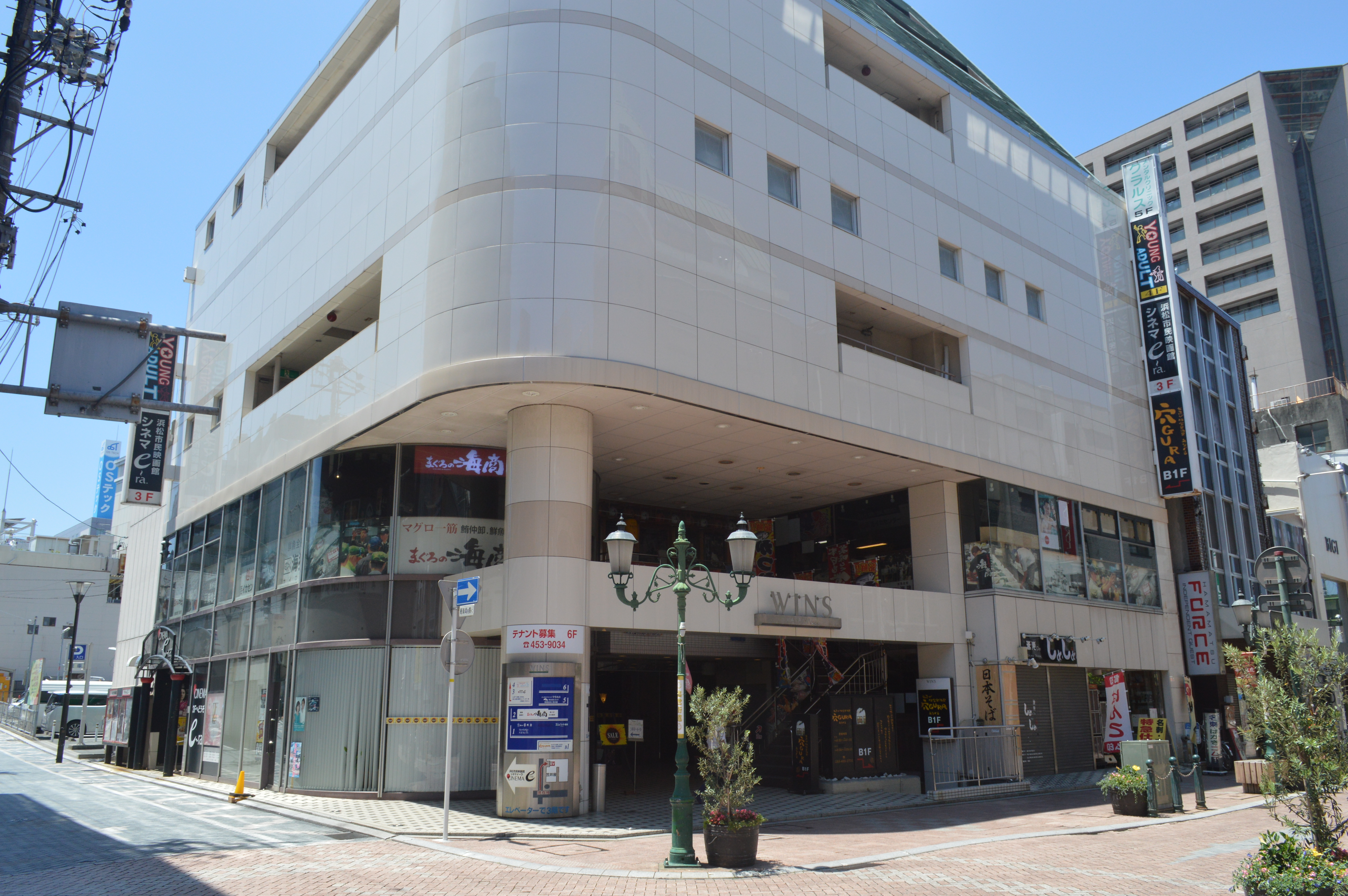
シネマイーラのある笠井屋ビル

- ビオラ田町
- 浜松エフエム放送（FM Halo!）
- シネマイーラ（映画館）
- かに道楽浜松店

## 商店街
- 有楽街商店街

### かつて存在した施設
- 浜松中央劇場（映画館・2005年9月30日閉館）

## 交通

### 鉄道
- 遠州鉄道鉄道線 - 第一通り駅

### バス
- 遠鉄バス
  - 8富塚じゅんかん、8・8-22大平台線、8・8-33伊佐見線：（浜松駅 方面 - ）田町（ - 富塚／大平台／伊佐見 方面）
  - 30・31舘山寺線、36大塚ひとみヶ丘線、37大久保線：（浜松駅 方面 - ）田町（ - 富塚／伊佐見橋／舘山寺・村櫛／ひとみヶ丘／大久保 方面）
  - 40気賀三ヶ日線：（浜松駅 方面 - ）田町（ - 聖隷三方原病院／気賀駅前／三ヶ日車庫 方面）
  - 41高台線、43引佐線、45奥山線、46・46-テ都田線、47葵町医大線：（浜松駅 方面 - ）田町（ - 花川運動公園／聖隷三方原病院／気賀駅前／奥山／都田／医科大学 方面）
  - 61内野台線：（浜松駅 方面 - ）田町（ - 内野台・サンストリート浜北 方面）

### 道路
- 国道152号

## その他

### 日本郵便
- 郵便番号 : 430-0944[3]（集配局：浜松郵便局[7]）。

### 警察
町内の警察の管轄区域は以下の通りである。
| 番・番地等 | 警察署         | 交番・駐在所 |
| ---------- | -------------- | ------------ |
| 全域       | 浜松中央警察署 | 新川交番     |

### 消防
消防の管轄区域は以下の通りである
| 番・番地等 | 消防署   | 本署/出張所 |
| ---------- | -------- | ----------- |
| 全域       | 中消防署 | 本署        |